# Hatalov
Hatalov (Hongaars: Gatály) is een Slowaakse gemeente in de regio Košice, en maakt deel uit van het district Michalovce.
Hatalov telt 750 inwoners.